# Timbaland
 Der er for få eller ingen kildehenvisninger i denne artikel, hvilket er et problem. Du kan hjælpe ved at angive troværdige kilder til de påstande, som fremføres i artiklen.

Timothy Zachery Mosley (født 10. marts 1972), bedre kendt som Timbaland, er en amerikansk sangskriver, producer og rapper.
Med sangskriver Steve "Static" Garrett og barndomsvennen Missy Elliott har Timbaland været med til at skabe nogle af de mest succesfulde sange i moderne pop og urban musik, heriblandt singler for Missy Elliott, Aaliyah, Jay-Z, Justin Timberlake, Ludacris, Nelly Furtado, The Pussycat Dolls, Nicole Scherzinger og Keri Hilson.
Han er medlem af hip-hop-gruppen Timbaland & Magoo.

## Som producer
Timbaland er blevet sammenlignet med producere som Brian Eno, Phil Spector og Norman Whitfield, da han har været med til at redefinere lyden af en hel genre med en umidddelbart genkendelig lyd. Hans sange har ofte usædvanlige arrangementer, lyde og instrumentationer, der er bundet sammen af hans karakteristiske fornemmelse for rum og rytme. Ligesom Spector og Whitfield overskygger Timbalands produktioner til tider den udøvende kunstner, og Timbaland bliver selv sangens stjerne.
Timbaland er meget inspireret af arabisk musik, hvilket især høres i hans musik fra slutningen af 90'erne.
Ligesom mange andre kunstnere sampler han musik.
Mest kendt er hans arbejde sammen med Aaliyah, Justin Timberlake, Missy Elliot, og Jay-Z. Siden 2002 har Timbaland arbejdet sammen med produceren Danja, som har hjulpet ham med hensyn til lyd og givet melodier til hans trommer.
Nogle af hans kendte sange som indeholder samples er "Don't Know What to Tell Ya" med Aaliyah, hvilket indeholder et sample fra "Batwanes Beek" af Warda, og "Big Pimpin'" med Jay-Z, som har et sample fra "Khosara Khosara", der er sunget af Abdel Halim Hafez og komponeret af Baligh Hamdi i 1957.

## Diskografi
Soloalbum
- 1998: Tim's Bio: Life from da Bassment
- 2007: Shock Value
- 2009: Shock Value II
- 2016: Opera Noir

Timbaland & Magoo-album
- 1997: Welcome to Our World
- 2001: Indecent Proposal
- 2003: Under Construction, Part II